# Les Éolides
Les Éolides – poemat symfoniczny skomponowany w 1876 przez belgijskiego kompozytora Césara Francka.
Utwór należy do muzyki programowej – w partyturze kompozytor wpisał fragment wiersza Leconte de Lisla z tomu Poèmes antiques pt. Les Éolides. Tekst ten stanowi program utworu. Jego wykonanie zostało powierzone orkiestrze o składzie: 2 flety, 2 oboje, 2 klarnety A, 2 fagoty, 4 rogi E, 2 trąbki E, kotły, talerze, harfę oraz kwintet smyczkowy. Kompozytor zaaranżował później utwór na dwa fortepiany. Dzieło jest formalnie jednoczęściowe, lecz zmiany oraz powroty do tempa pierwotnego pozwalają na wyodrębnienie pięciu podczęści: Allegretto vivo, un poco più lento, Tempo I, un poco più lento, Tempo del inizio. Początkową tonacją jest A – dur; motywy są silnie schromatyzowane, choć wyraźnie durowe przez cały przebieg utworu. Dynamika jest kontrastowa, choć dąży do paru punktów kulminacyjnych, później opadając. Wykonanie zajmuje około 10 min.
Tak jak w przypadku  późniejszego dzieła, Psyché, temat utworu jest związany z mitologią grecką – bóg wiatru Eol oraz Eolidy lecą nad Arkadią posłane przez Posejdona by pomóc Odyseuszowi powrócić statkiem do domu. Dzieło w sposób niejednoznaczny przekazuje temat, choć jego ilustracyjność – powiewy wiatru – jest zauważalna bardzo łatwo.